# Kostel svatého Vavřince (Domažlice)
Římskokatolický kostel svatého Vavřince (někdy uváděn jen jako kaple) je známý poutní kostel, nacházející se na Veselé hoře asi 2,5 kilometru jihozápadně od Domažlic. Zdejší poutní místo se lidově nazývá Svatý Vavřineček. Chrám je chráněn jako kulturní památka.

## Historie
Podle pověsti nechal první kapli na tomto místě postavit kníže Boleslav I. na památku vítězství nad Maďary, kteří po porážce na Lešském poli v roce 995 utíkali do šumavských lesů (k bitvě na Lechu došlo ve svátek sv. Vavřince). Doložena je však až kaple postavená v souvislosti s požárem, který postihl Domažlice v červnu 1683. Domažličtí radní slíbili, že pokud se požár nerozšíří, vybudují na tomto místě kapli ke cti sv. Vavřince. Svůj slib sice nesplnili, kapli však později nechala postavit manželka mydlářského mistra Zuzana Veselá, která pro stavbu poskytla i pozemky, z vděčnosti svatému Vavřinci za vyléčení z depresí. Výstavba byla započata v roce 1685, k vysvěcení kaple došlo 10. srpna 1695. Podle tradice dostala hora po donátorce kaple název Veselá hora. Později kaple začala chátrat, až byla v roce 1761 zcela uzavřena. Její přestavbou a rozšířením na náklady města vznikl následně barokní kostelík, vysvěcený v roce 1775. V rámci reforem Josefa II. byl však již roku 1788 zrušen, prodán v dražbě a využíván nadále jako stodola.
V roce 1810 proběhla jeho vnější i vnitřní oprava, ale teprve po další opravě v roce 1851 byl znovu vysvěcen. Od té doby se k němu každoročně konala pouť, která se postupem času stala nejvýznamnější poutí na Chodsku a zastínila i další dvě domažlické pouti, svatojánskou a mariánskou. Atmosféru zdejších svatovavřineckých poutí zachytili ve svých dílech i mnozí spisovatelé jako Jindřich Šimon Baar, Jaroslav Vrchlický nebo Teréza Nováková. V roce 1917 byly zrekvírovány dva kostelní zvony pro válečné účely; ve 20. letech 20. století byly nahrazeny novými zvony „Vavřinec“ a „Anna“, ty pak byly zrekvírovány v roce 1942.

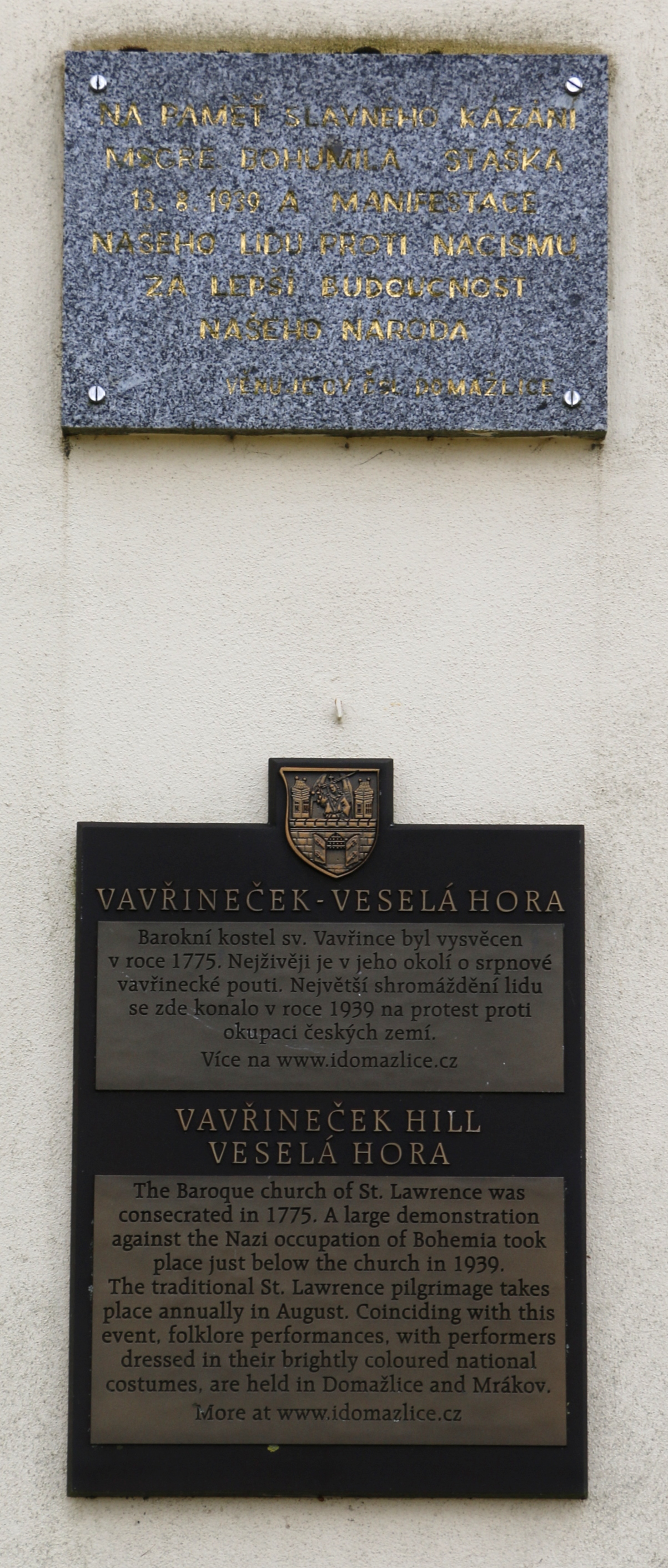
Pamětní deska poutě roku 1939

Téměř celonárodní událostí se stala pouť v roce 1939 (13. srpna), kdy se do Domažlic podle úředních odhadů sjelo kolem 120 tisíc lidí z celých Čech i Moravy, přivezených desítkami zvláštních vlaků a tisíci automobilů, a pouti se zúčastnila také řada představitelů české kultury, například Josef Hora, Karel Hašler, Jiří Mucha, František Kocourek a Julius Fučík. Jednalo se o největší z poutí, na nichž Bohumil Stašek v létě 1939 ve svých kázáních demonstroval odpor českého národa proti německé okupaci. Pouť vyvrcholila emotivní přísahou přítomných poutníků, že svou vlast nikdy neopustí a nezradí. Po skončení druhé světové války byla tradice poutí obnovena; v roce 1945 (12. srpna) při ní opět kázal Bohumil Stašek, který se krátce předtím vrátil z Dachau, a to za účasti asi 80 tisíc poutníků. V roce 1947 vedl poutní bohoslužbu pražský arcibiskup Josef Beran.
Poutě se zde konaly až do roku 1949, poté byly komunistickým režimem opět zakázány. Jako jejich náhrada začaly být pořádány akce estrádního charakteru – v roce 1951 při příležitosti výročí bitvy u Domažlic, v následujících letech v podobě dožínkových slavností. Jejich návštěvnost však postupně klesala. Od roku 1955 se namísto pouti konala každoročně přehlídka českých folklórních souborů s názvem Chodské slavnosti. K potlačení náboženského charakteru svátku byl jejich termín od roku 1963 přesunut na červencový Den pohraniční stráže. V letech 1968 až 1969, kdy se poutě opět mohly uskutečnit, celebroval poutní mši na Veselé hoře českobudějovický biskup Josef Hlouch a součástí pouti byly i Chodské slavnosti. Normalizace přinesla opětovný zákaz poutí a pokračující Chodské slavnosti získaly politický podtext, kterého se začaly postupně zbavovat až v 80. letech 20. století, kdy se mohly více zaměřit na národopis.
V roce 1990 byly svatovavřinecké poutě opět obnoveny a postupně se staly největší církevní událostí na Chodsku. Jejich součástí jsou i pokračující Chodské slavnosti, které se začátkem 90. let 20. století potýkaly s přechodným poklesem návštěvnosti v souvislosti s menším zájmem veřejnosti o národopis. Při pouti v roce 1990 byla na Vavřinečku odhalena pamětní deska Msgre. Staškovi. Poutní mše, které se od roku 1992 konají vždy dvě (v sobotu i v neděli), sloužili například Giovanni Coppa (1994, 1995, 1996, 1997 a 1999), Karel Otčenášek (2002), Karel Herbst (2003), František Hylmar (2004), Artur Matuszek (2004), František Radkovský (2005 a 2009), Josef Koukl (2006), Zbigniew Czendlik (2007), Prokop Siostrzonek (2008) a Tomáš Holub (2011). Do kostela byl zaveden elektrický proud a z výtěžku sbírky, vyhlášené v roce 2007, proběhla v letech 2008–2009 obnova kostela, při níž došlo k rekonstrukci střechy a fasády a k vymalování interiéru.

## Popis
Prostá obdélná stavba z roku 1775 s plochým stropem a trojboce zakončeným presbytářem s paprsčitou klenbou. Zařízení z 19. století, oltářní obraz a varhany kolem 1800.